# Facet z odzysku
Facet z odzysku (ang. You Stupid Man) – komedia romantyczna produkcji USA z 2002 roku.

## Obsada
- Milla Jovovich jako Nadine
- David Krumholtz jako Owen
- Denise Richards jako Chloe
- Jessica Cauffiel jako Diane
- William Baldwin jako Brady